# La croce di fuoco
La croce di fuoco (The Fugitive) è un film del 1947 diretto da John Ford.
È ispirato al romanzo Il potere e la gloria scritto nel 1940 da Graham Greene, di cui tradisce alcuni aspetti: infatti, mentre nel romanzo il prete è un alcolizzato che ha un figlio da una prostituta, nel film egli è quasi sempre irreprensibile.
La pellicola fu presentata in concorso alla Mostra d'Arte Cinematografica di Venezia.

## Trama
Un prete, missionario in un paese anticlericale dell'America Latina, è braccato dalla polizia che è sulle sue tracce per ucciderlo. Aiutato da una donna e da un bandito cerca la fuga, ma all'ultimo deciderà di incontrare il proprio destino.

## Critica
(La Stampa)
(Leo Pestelli)

## Riconoscimenti
- Festival di Venezia 1948
  - Premio internazionale per i suoi valori figurativi e drammatici